# 日本內閣總理大臣在任時間排行
歷任日本內閣總理大臣在任時間，最長的是安倍晋三（3188天），最短的是東久邇宮稔彥王（54天）。

## 排行列表
注：本条目中人物在任日数可能未更新导致显示不正确，建议先刷新以获取最新数据。
| 排行 | 姓名           | 在任日数 | 在任期間                                               | 天皇年號   |
| ---- | -------------- | -------- | ------------------------------------------------------ | ---------- |
| 1    | 安倍晋三       | 3,188    | 2006年－2007年、2012年－2020年                         | 平成、令和 |
| 2    | 桂太郎         | 2,886    | 1901年－1906年、1908年－1911年、1912年－1913年         | 明治、大正 |
| 3    | 佐藤榮作       | 2,798    | 1964年－1972年                                         | 昭和       |
| 4    | 伊藤博文       | 2,720    | 1885年－1888年、1892年－1896年、1898年、1900年－1901年 | 明治       |
| 5    | 吉田茂         | 2,616    | 1946年－1947年、1948年－1954年                         | 昭和       |
| 6    | 小泉純一郎     | 1,980    | 2001年－2006年                                         | 平成       |
| 7    | 中曾根康弘     | 1,806    | 1982年－1987年                                         | 昭和       |
| 8    | 池田勇人       | 1,575    | 1960年－1964年                                         | 昭和       |
| 9    | 西園寺公望     | 1,400    | 1906年－1908年、1911年－1912年                         | 明治、大正 |
| 10   | 岸信介         | 1,241    | 1957年－1960年                                         | 昭和       |
| 11   | 山縣有朋       | 1,210    | 1889年－1891年、1898年－1900年                         | 明治       |
| 12   | 原敬           | 1,133    | 1918年－1921年                                         | 大正       |
| 13   | 岸田文雄       | 1,094    | 2021年－2024年                                         | 令和       |
| 14   | 大隈重信       | 1,040    | 1898年、1914年－1916年                                 | 明治、大正 |
| 15   | 近衛文麿       | 1,035    | 1937年－1939年、1940年－1941年                         | 昭和       |
| 16   | 東条英機       | 1,009    | 1941年－1944年                                         | 昭和       |
| 17   | 松方正義       | 943      | 1891年－1892年、1896年－1898年                         | 明治       |
| 18   | 橋本龍太郎     | 932      | 1996年－1998年                                         | 平成       |
| 19   | 田中角榮       | 886      | 1972年－1974年                                         | 昭和       |
| 20   | 鈴木善幸       | 864      | 1980年－1982年                                         | 昭和       |
| 21   | 海部俊樹       | 818      | 1989年－1991年                                         | 平成       |
| 22   | 田中義一       | 805      | 1927年－1929年                                         | 昭和       |
| 23   | 齋藤實         | 774      | 1932年－1934年                                         | 昭和       |
| 24   | 三木武夫       | 747      | 1974年－1976年                                         | 昭和       |
| 25   | 鳩山一郎       | 745      | 1954年－1956年                                         | 昭和       |
| 26   | 寺內正毅       | 721      | 1916年－1918年                                         | 大正       |
| 27   | 福田赳夫       | 714      | 1976年－1978年                                         | 昭和       |
| 28   | 若槻禮次郎     | 690      | 1926年－1927年、1931年                                 | 大正、昭和 |
| 29   | 濱口雄幸       | 652      | 1929年－1931年                                         | 昭和       |
| 30   | 宮澤喜一       | 644      | 1991年－1993年                                         | 平成       |
| 31   | 小淵惠三       | 616      | 1998年－2000年                                         | 平成       |
| 32   | 岡田啟介       | 611      | 1934年－1936年                                         | 昭和       |
| 33   | 加藤高明       | 597      | 1924年－1926年                                         | 大正       |
| 34   | 竹下登         | 576      | 1987年－1989年                                         | 昭和、平成 |
| 35   | 村山富市       | 561      | 1994年－1996年                                         | 平成       |
| 36   | 大平正芳       | 554      | 1978年－1980年                                         | 昭和       |
| 37   | 山本權兵衛     | 549      | 1913年－1914年、1923年－1924年                         | 大正       |
| 38   | 黑田清隆       | 544      | 1888年－1889年                                         | 明治       |
| 39   | 野田佳彥       | 482      | 2011年－2012年                                         | 平成       |
| 40   | 菅直人         | 452      | 2010年－2011年                                         | 平成       |
| 41   | 加藤友三郎     | 440      | 1922年－1923年                                         | 大正       |
| 42   | 森喜朗         | 387      | 2000年－2001年                                         | 平成       |
| 43   | 菅義偉         | 384      | 2020年－2021年                                         | 令和       |
| 44   | 福田康夫       | 364      | 2007年－2008年                                         | 平成       |
| 45   | 麻生太郎       | 358      | 2008年－2009年                                         | 平成       |
| 46   | 廣田弘毅       | 331      | 1936年－1937年                                         | 昭和       |
| 47   | 石破茂         | 292      | 2024年－                                               | 令和       |
| 48   | 片山哲         | 292      | 1947年－1948年                                         | 昭和       |
| 49   | 鳩山由紀夫     | 266      | 2009年－2010年                                         | 平成       |
| 50   | 細川護熙       | 263      | 1993年－1994年                                         | 平成       |
| 51   | 小磯國昭       | 260      | 1944年－1945年                                         | 昭和       |
| 52   | 平沼騏一郎     | 238      | 1939年                                                 | 昭和       |
| 53   | 幣原喜重郎     | 226      | 1945年－1946年                                         | 昭和       |
| 54   | 蘆田均         | 220      | 1948年                                                 | 昭和       |
| 55   | 高橋是清       | 212      | 1921年－1922年                                         | 大正       |
| 56   | 米內光政       | 189      | 1940年                                                 | 昭和       |
| 57   | 清浦奎吾       | 157      | 1924年                                                 | 大正       |
| 58   | 犬養毅         | 156      | 1931年－1932年                                         | 昭和       |
| 59   | 阿部信行       | 140      | 1939年－1940年                                         | 昭和       |
| 60   | 鈴木貫太郎     | 133      | 1945年                                                 | 昭和       |
| 61   | 林銑十郎       | 123      | 1937年                                                 | 昭和       |
| 62   | 宇野宗佑       | 69       | 1989年                                                 | 平成       |
| 63   | 石橋湛山       | 65       | 1956年－1957年                                         | 昭和       |
| 64   | 羽田孜         | 64       | 1994年                                                 | 平成       |
| 65   | 東久邇宮稔彥王 | 54       | 1945年                                                 | 昭和       |

## 在任紀錄
累计在任時間最長紀錄
安倍晋三（3188天）
- 第一次：2006年（平成18年）9月26日－2007年（平成19年）9月26日
- 第二次：2012年（平成24年）12月26日－2020年（令和2年）9月16日

連續在任時間最長紀錄
安倍晋三（2822天）
- 第二次：2012年（平成24年）12月26日－2020年（令和2年）9月16日

连续在任時間最短紀錄
東久邇宮稔彥王（54天，兩個月）
- 1945年（昭和20年）8月17日－同年10月9日

卸任时最年長紀錄
大隈重信（78歲212天）
- 1916年（大正5年）10月9日卸任時（第二次）

就任时最年輕紀錄
伊藤博文（44歲67天）
- 1885年（明治18年）12月22日就任時

就任时最年長紀録
鈴木貫太郎（77歲79天）
- 1945年（昭和20年）4月7日就任時

擔任次數最多紀錄
吉田茂（5次）
- 第一次：1946年（昭和21年）5月22日
- 第二次：1948年（昭和23年）10月15日
- 第三次：1949年（昭和24年）2月16日
- 第四次：1952年（昭和27年）10月30日
- 第五次：1953年（昭和28年）5月21日